# Milford (szlak turystyczny)
Szlak Milford (ang. Milford Track) – najsławniejszy szlak turystyczny Nowej Zelandii i jeden z najbardziej znanych na świecie. Przebiega wśród wspaniałej scenerii wśród gór, wodospadów i lasu deszczowego. Znajduje się na terenie Fiordland. Szlak jest również nazywany przez Nowozelandczyków „najlepszym szlakiem pieszym na świecie”.

## Historia
Szlak ten był używany od wieków przez lokalnych Maorysów do poszukiwań i transportu cenionego przez nich jadeitu. Istnieje wiele legend maoryskich dotyczących tego szlaku. W 1880 Donald Sutherland i John Macka byli pierwszymi Europejczykami, którzy przeszli ten szlak. Quintin Mackinnon był podróżnikiem, który po przejściu szlaku zaczął go reklamować, stając się jego pierwszym przewodnikiem. Kilka nazw na szlaku nosi jego imię (np. Przełęcz Mackinnona).
Jako że ten odległy region nie nadawał się do celów przemysłowych lub rolniczych zdecydowano, że region ten będzie przeznaczony wyłącznie do celów turystycznych. Szlak ten od początku był popularny wśród kobiet, niektóre wyprawy składały się w ¾ z pań. Przez długi czas na szlaku operowały wyłącznie firmy przewodników i dopiero od niedawna wprowadzono podział na grupy z przewodnikiem i indywidualnych turystów. Obie grupy używają osobnych schronisk na szlaku.

## Opis szlaku
Długość szlaku wynosi 53,5 km. Zaczyna się przy jeziorze Te Anau, a kończy w Milford Sound, w punkcie Sandfly. Do punktu startowego można dotrzeć promem lub przechodząc przełęczą Dore z drogi Milord. Punkt Sandfly może być osiągnięty jedynie przez wodę, gdzie operuje regularny prom przewożący turystów. Ze względu na swoją sławę i niezwykłą popularność szlak ten jest jednym z najbardziej obwarowanych przepisami.

## Sezon letni
Podczas letniego szczytu trwającego od października do kwietnia, dostęp do szlaku jest regulowany. Turyści muszą przejść szlak w ciągu 4 dni idąc tylko w kierunku północnym. Zabronione jest rozbijanie namiotów na szlaku. Maksymalnie 90 turystów może przejść dziennie ten szlak (40 indywidualnych i 50 z przewodnikiem). Zwykle te 90 miejsc jest zarezerwowanych na wiele miesięcy wcześniej, mimo dość wysokiej ceny za przejście z przewodnikiem.
Turyści indywidualni spędzają każdą noc w schronisku wybudowanym przez Departament of Conservation. Schroniska te mają podstawowe wyposażenie, lecz turyści muszą mieć swoją żywność. Turyści z przewodnikiem nocują w schroniskach prywatnych. Te są znacznie lepiej wyposażone, zapewnione jest również wyżywienie.

## Poza sezonem
Poza sezonem (od maja do października) szlak nie jest już tak „restrykcyjny”. Można go przejść w obu kierunkach, w dowolna liczbę dni. Warunki na szlaku są jednak wtedy znacznie gorsze i niebezpieczne. Część wyposażenia w schroniskach zostaje usunięta, usunięte są niektóre mosty, z gór schodzą lawiny, szlak bywa oblodzony.